# Mariano Ortega
Mariano Ortega Martínez (Esparreguera, 15. travnja 1971.) je bivši španjolski rukometaš. Igrao je na mjestu desnog vanjskog. Bivši je španjolski reprezentativac. Od 2008. radi kao trener u španjolskome klubu CAI BM Aragón. Igrao je za Valladolid, Caju Cantabriju. Ciudad Real i CAI BM Aragón. 
Osvajač je brončane medalje na europskom prvenstvu 2000. u Hrvatskoj, srebra na EP u Italiji 1998. i EP u Švicarskoj 2006., zlata na Mediteranskim igrama 2005. u Španjolskoj i na SP u Tunisu 2005.  Osvajač je brojnih europskih klupskih naslova.